# Детлеф Р.
Детлеф Р., (18. мај 1960, Западна Немачка) познат је као један од деце са станице Зоо.

## Биографија
Рођен је 1960. у Западој Немачкој као једино дете. Родитељи су се касније развели а Детлеф је као тинејџер постао наркоман. Паре за дрогу зарађивао је проституцијом по Берлину. Живео је у стану са другаром Акселом (такође наркоманом и проститутком). Детлеф је због наркоманије био хапшен од берлинске полиције.
У интервијуу 1985. за часопис Шпигел изјавио је да је након лечења у Шведској очишчен од дроге (детоксикација од хероина) од 1980. До 1995. живео је са партнером у Берлину. 30 година након филма (2010) у интервију Томаса Хауштајна (који је глумио Детлефа у филму Ми деца са станице Зоо) глумац открије да правог Детлефа није никад видео али зна да је касније радио је у добротворном друштву; возио је аутобус за инвалиде и са супругом (породицом) живео у Берлину.
Што се тиче његовог адолесцентног односа с Кристијаном Ф., он је рекао да је њихова заљубљеност била стварна, али и дрога (што је назвао "младим грехом”) је имала везе са њиховим односом.